# Blatte de Madagascar
Gromphadorhina portentosa
Espèce
Synonymes
- Hormetica portentosa Schaum, 1853
(protonyme)

La blatte de Madagascar (Gromphadorhina portentosa), est une des plus grandes espèces de blattes, elle peut atteindre jusqu'à 7 cm adulte. Ces blattes vivent sur l'île de Madagascar sur la côte africaine où elles nichent dans le bois décomposé.

## Description

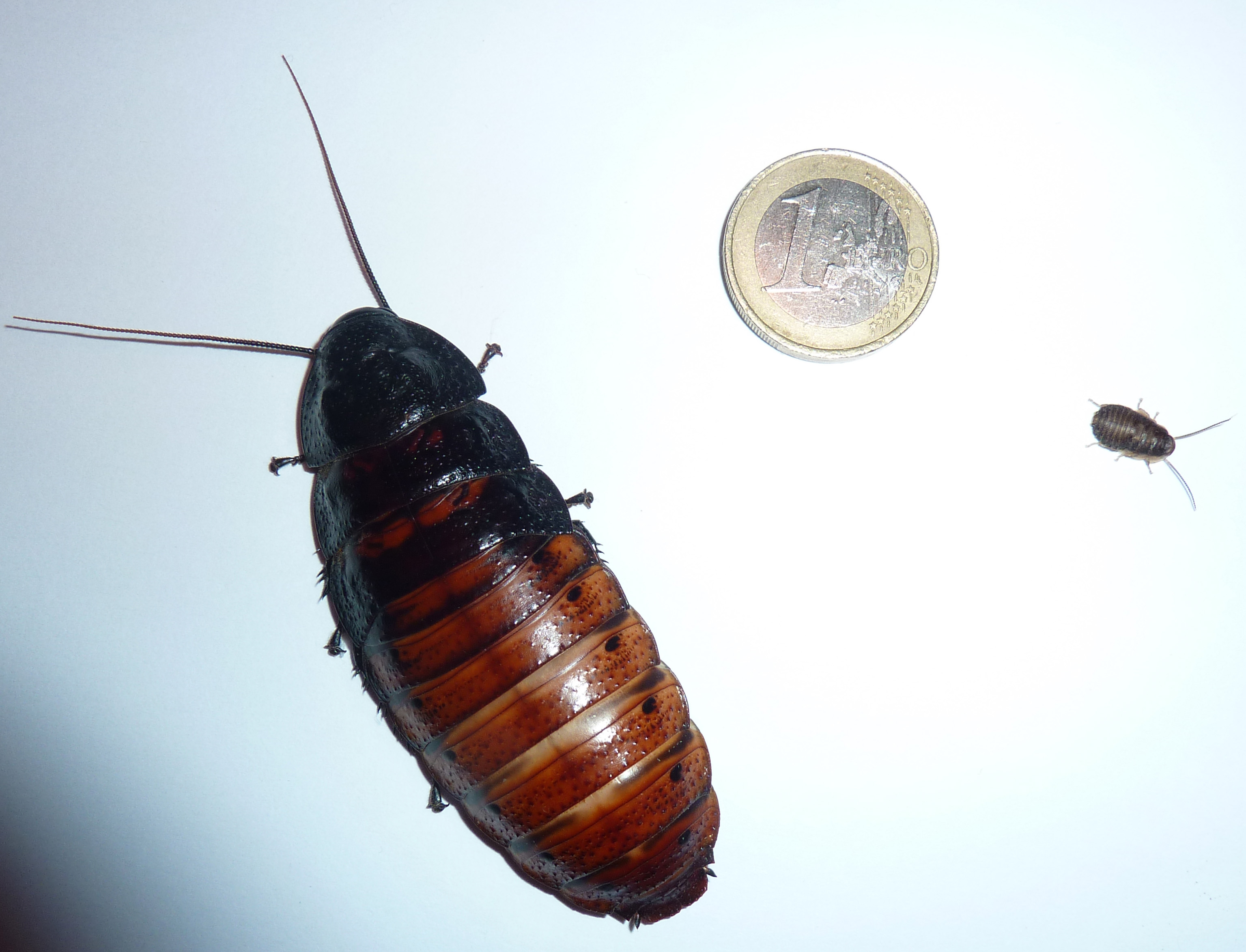
Une femelle adulte et un jeune de quelques jours

Contrairement aux autres espèces de blattes, elles n'ont pas d'aile. Ce sont d'excellentes grimpeuses et elles peuvent évoluer sur des surfaces lisses grâce aux pelotes adhésives qui garnissent leurs pattes. Les femelles portent la poche à œufs dans leur corps et ne relâchent les jeunes nymphes qu'une fois les œufs éclos. Comme pour d'autres espèces de blattes du bois, les parents et leur progénitures restent ensemble pour un certain temps. En captivité ces insectes peuvent vivre cinq ans. Ils se nourrissent principalement de végétaux.

### Dimorphisme sexuel
Les mâles possèdent deux excroissances plus marquées que les femelles au niveau du pronotum, qui ont l'apparence de petites cornes. Les femelles ont 7 sternites abdominaux et les mâles 8. Ces derniers sont aussi plus minces que chez les femelles et ont des antennes plus velues. Ils possèdent aussi de petits styles aux côtés de leurs cerques.

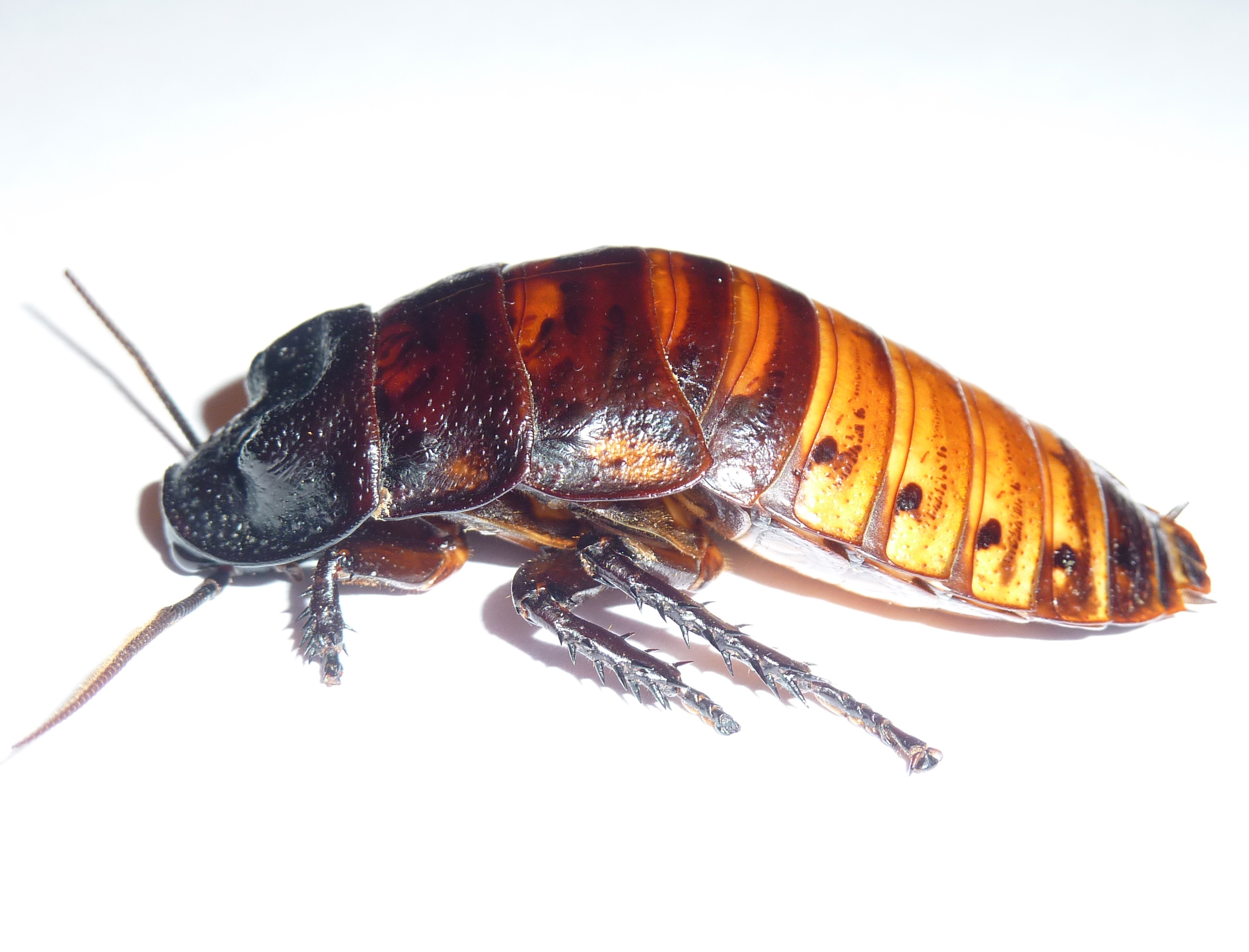
Mâle Gromphadorhina portentosa
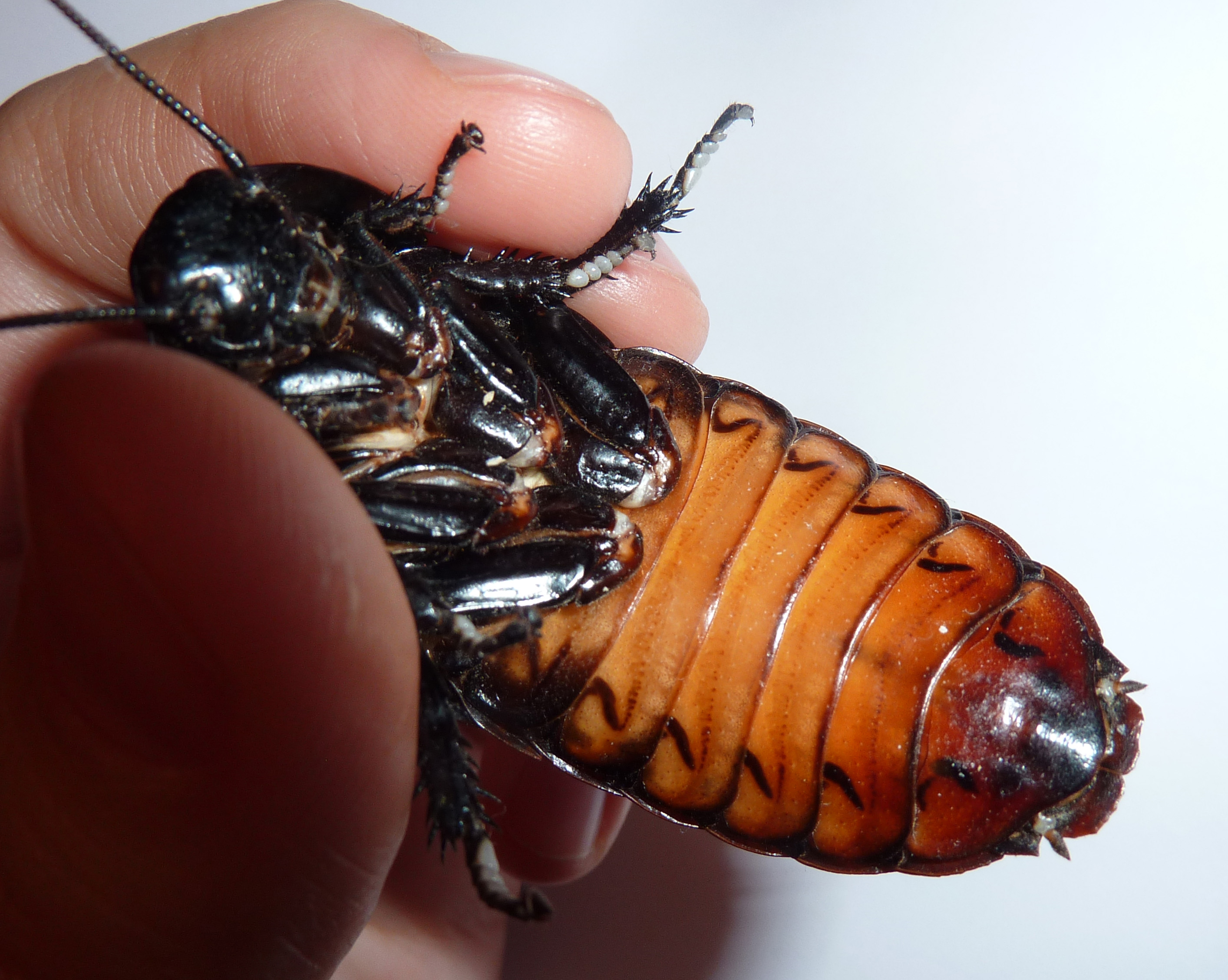
Femelle Gromphadorhina portentosa vue de dessous
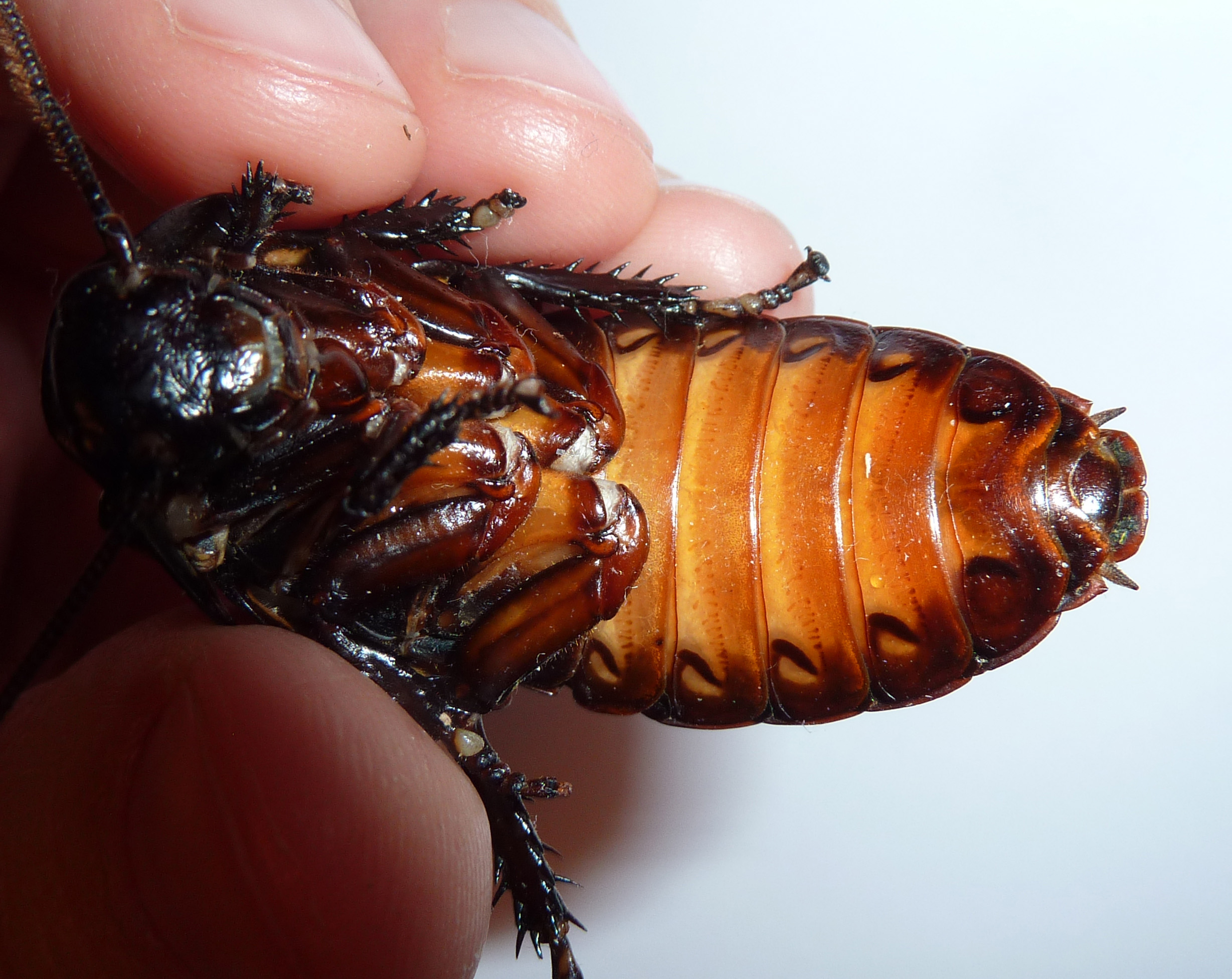
Mâle Gromphadorhina portentosa vu de dessous

## Sifflement
La blatte de Madagascar est un « animal domestique » populaire à cause de ses sifflements, de sa grandeur et de son apparence. Le sifflement de cette blatte provient du passage de l'air forcé à travers leurs stigmates situés sur l'abdomen, de nombreux insectes émettant un son en frottant différentes parties de leur corps, mais ce principe n'utilise pas les stigmates. Ce son prend deux formes : le sifflement de perturbation et le sifflement de combat. Seuls les mâles émettent le sifflement de combat, ils l'utilisent lorsqu'ils sont défiés par d'autres mâles. Les mâles sifflent plus souvent que les femelles.

## Associations avec d'autres animaux
L'acarien Androlaelaps schaeferi vit sur cette espèce de blatte et prend une partie de la nourriture de son hôte. Comme l'animal ne blesse pas les blattes, cette association relève du commensalisme et non du parasitisme.

## Elevage

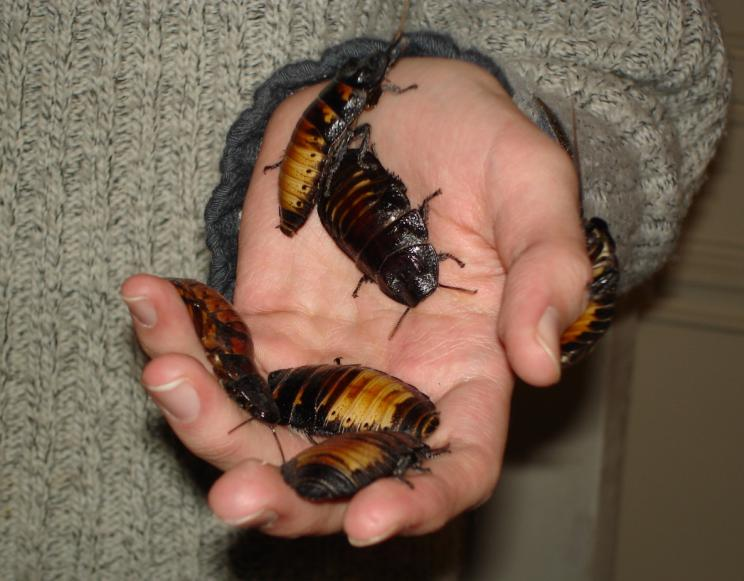
Blattes de Madagascar comme animal de compagnie.

Les blattes de Madagascar ne peuvent pas voler, ne sont pas agressives et ne mordent pas. Elles ont besoin de peu d'espace et d'un endroit pour se cacher de la lumière. Elles peuvent être nourries de végétaux frais et de n'importe quelle nourriture riche en protéines comme les croquettes pour chien, chat ou la nourriture pour poisson d'aquarium.
Certains États américains demandent un permis pour la possession de ces insectes. Durant un programme de sensibilisation, le département d'entomologie et de nématologie de l'université de Floride, qui possède un tel permis, n'a donné que des blattes mâles pour éviter d'introduire une femelle gravide dans la nature.